# Terrain vague (album)
Albums de Les Ogres de Barback
La Pittoresque Histoire de Pitt'ocha
(2003) Les Ogres de Barback et la Fanfare du Belgistan
(2005)
Terrain Vague est le septième album des Ogres de Barback publié en 2004.

## Présentation
L'album se vend à 30 000 exemplaires au cours des 3 premiers mois suivant sa sortie avant d'être certifié disque d'or en 2008.

## Titres
| No  | Titre                     | Durée |
| --- | ------------------------- | ----- |
| 1.  | L'air bête                | 3:56  |
| 2.  | Angélique                 | 3:33  |
| 3.  | Même pas mal              | 4:44  |
| 4.  | L'Arménienne              | 2:48  |
| 5.  | Azadoutioune              | 1:08  |
| 6.  | Flamme and'co             | 6:46  |
| 7.  | 3-0                       | 4:16  |
| 8.  | Madame Solène s.v.p.      | 2:15  |
| 9.  | Petite société            | 3:21  |
| 10. | Moi je                    | 3:55  |
| 11. | 15 ans                    | 3:27  |
| 12. | Une de plus               | 2:39  |
| 13. | Monsieur perd ses copains | 3:49  |
| 14. | Rue Mazarine              | 3:14  |
| 15. | Sous le pont              | 0:35  |
| 16. | Salut à vous              | 5:30  |
| 17. | Violoncelles              | 4:26  |

## Divers
- Le titre 3-0[3] dénonce dans une chanson teintée d'humour le chauvinisme ambiant en France, sans pour autant se vouloir moraliste[4]. Il a la particularité d'avoir été enregistré au fil d'une tournée, chaque ville présente dans l'album étant représenté par des gens du cru :
  - Paris : Sanseverino,...
  - Rennes : Yann-Fañch Kemener
  - Bordeaux : Les Hurlements d'Léo,...
  - Toulouse : Zebda, Fabulous Trobadors, Bombes 2 Bal,...
  - Marseille : Massilia Sound System,...
  - Lyon : La Tropa
  - Strasbourg : Weepers Circus,...
  - Lille : Loïc Lantoine,...